# إيفان بوبوف (لاعب شطرنج)
إيفان بوبوف (بالروسية: Попов, Иван Владимирович)‏ هو لاعب شطرنج روسي، ولد في 20 مارس 1990 في روستوف على نهر الدون في روسيا.

## وصلات خارجية
- ايفان بوبوف على موقع الاتحاد الدولي للشطرنج (الإنجليزية)
- ايفان بوبوف على موقع مباريات الشطرنج (الإنجليزية)
- ايفان بوبوف على موقع 365Chess.com (الإنجليزية)
- ايفان بوبوف على موقع Chesstempo.com (الإنجليزية)
- ايفان بوبوف على موقع الاتحاد الأمريكي للشطرنج (الإنجليزية)